# 袁业泗
袁業泗（1564年—1644年），字時道，號景源，江西袁州府宜春縣人，明朝政治人物。

## 生平
萬曆十九年辛卯科江西鄉試舉人，二十六年（1598年）戊戌科進士。都察院觀政，授浙江樂清縣知縣，改蘭谿縣知縣。丁父憂，服闋，三十二年（1604年）任福建龍溪縣知縣，擢南京兵部職方司主事，進武庫司員外郎、郎中，特疏請撤湖口監稅太監李道，遂罷其榷江，上下千里稱便。四十年（1612年）升漳州府知府。四十三年（1615年）漳州發生饑荒，袁業泗發倉糧賑濟，又勸富戶出糧，派吏員到鄰縣潮陽等地買糧，設粥棚，置藥攤，安置拯救無餘力，全活數千人。後升官入京時，漳州百姓繪製他的圖像以祭祀。四十四年（1616年）升福建屯鹽道副使，念母太恭人年八十餘，乞養家居。天啟中，以魏忠賢柄政，堅不出仕。崇禎元年（1628年）召補廣西副使、分巡左江，遷廣東參政、分巡嶺東。與廣東副使、分巡惠潮謝璉平九連山賊，七年（1634年）於惠州、韶州地設置連平州，所部以寧。遷浙江按察使，未至，以功賜白金、文綺，徵為南京鴻臚寺卿，加一秩。將赴浙江時，廣東海寇劉香等侵擾沿海，督府留其決策，他因議主剿，與督撫議不合，遂謝職去。繼任者後來果中計而死，乃合兵圍剿，最終剿平。在南京鴻臚寺二年，歎曰：卿曹雖可臥治，奈何老不知止哉！再疏乞骸骨歸。十七年（1644年）三月，聞京師陷，痛憤成疾，八月卒於家，年八十一。

## 著作
著有《訓蒙編》、《燕游艸》、《兩朝奏議》、《秀橋歸來集》若干卷。

## 家族
長子袁繼樟，貢士，早卒。次子袁繼梓，康熙三年進士。